# Jacint Maria Mustieles i Perales de Verdonces
Jacint Maria Mustieles i Perales de Verdonces (València, 1887 - Barcelona, 1948) va ser un poeta valencià.
Va començar estudis d'arquitectura, que abandonaria posteriorment pels de Dret. Enquadrat en l'estètica modernista junt a un reduït grup de poetes valencians, entre ells Daniel Martínez i Ferrando i Miquel Duran de València, va oposar-se a l'immobilisme de Lo Rat Penat, del qual fou secretari el 1913. Va ser fundador i secretari general de Joventut Valencianista, i col·laborà als diaris La Veu de Catalunya, D'Ací i d'Allà, Llegiu-me i Las Provincias. Va publicar els primers versos al setmanari Renaiximent. A partir de 1913 va residir a Barcelona.

## Obres

### Poesia
- 1913 Breviari romàntic, amb pròleg en forma de poema de Josep Carner
- 1916 Flama

### Narrativa

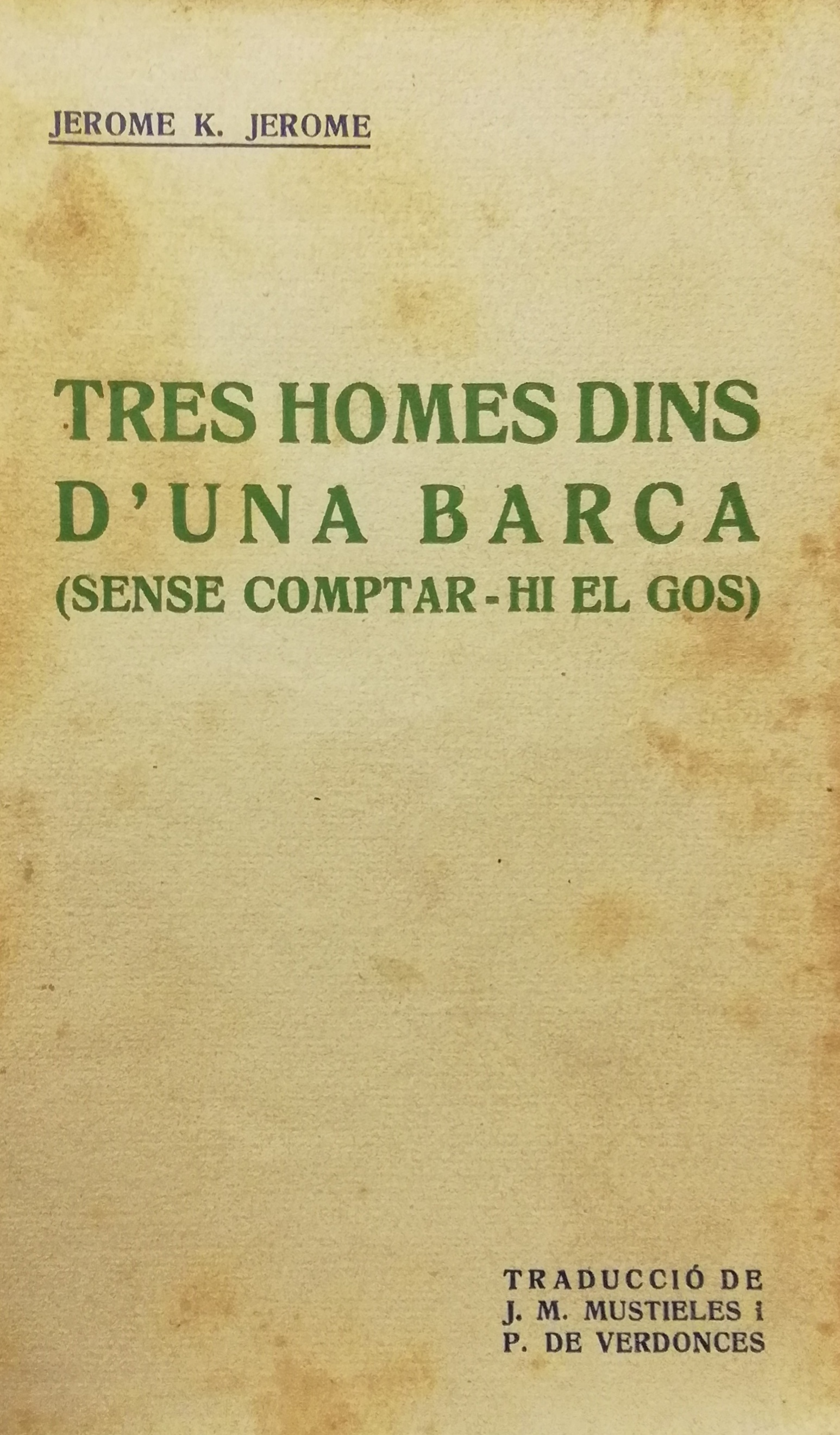
Una de les traduccions que va fer Jacint Maria Mustieles: Three Men in a Boat (To Say Nothing of the Dog), Tres Homes dins d'una Barca (sense comptar-hi el gos) de Jerome K. Jerome. Publicada a Barcelona l'any 1921

- 1915 Somni de ciutat
- Una de les traduccions que va fer Jacint Maria Mustieles: Three Men in a Boat (To Say Nothing of the Dog), Tres Homes dins d'una Barca (sense comptar-hi el gos) de Jerome K. Jerome. Publicada a Barcelona l'any 19211918 Poema de Rosa Maria

### Traduccions
- 1921 Pacifico Arcangeli, Literatura japonesa. Editorial Catalana. Barcelona.
- 1921 Jerome K. Jerome, Tres homes dins d'una barca (sense comptar-hi el gos). Editorial Selecta. Barcelona.